# Grammatikalisering
Grammatikalisering är en process då lexikala morfem (ord), genom pragmatisk användning gradvis börjar uppfattas och behandlas som grammatiska morfem (bestämda artiklar, obestämda artiklar, kasusmarkörer, markörer för framtid, passivmarkörer etc.) Ett bra exempel från engelskan är ordet will som övergått från att vara ett verb med betydelsen vilja/önska till att vara ett grammatiskt ord som anger futurum.
Fyra kännetecken på att en grammatikaliseringsprocess har ägt rum:
- semantisk blekning (den ursprungliga betydelsen har försvagats eller försvunnit)
- ökad frekvens (användningsområdet har utvidgats) → Obligatorium
- ökad bundenhet
- fonetisk nötning (uttrycket har reducerats till formen)

Grammatikaliseringsprocessen är diakron och ser ungefär likadan ut i alla språk men når olika långt och kan ta olika lång tid.

## Indoeuropeiska språk
I nordgermanska språk uttrycks species med affix. Svenskan har två speciesformer: bestämd och obestämd. För att sätta substantiv i bestämd form nominativ används suffixen -et eller -en: en bil i obestämd form blir till exempel bilen i bestämd form. Den bestämda formen saknades i urnordiskan, och uppkom genom grammatikalisering ur ett självständigt demonstrativt pronomen.
I nusvenska används verbet att komma som temporalt hjälpverb för att bilda futurum. Hjälpverbsfunktionen har uppstått genom en grammatikalisering av uttryck som det kommer till att regna. Under processens gång har till försvunnit, och infinitivmarkören att kan också vara på väg att försvinna.
Användandet av negation i franska har genomgått en grammatikaliseringsprocess. Partikeln ne användes i början självständigt för att negera en sats. Som förstärkning användes substantivet pas (steg) tillsammans med rörelseverb som exempelvis ”åka”, ”springa” och ”gå”. Användningen av pas ökade i frekvens och ledde till att negerande meningar som inte förstärktes med partikeln ansågs som mindre säkra. I samband med det utbredda användandet kunde pas även användas för andra verb utöver rörelseverb. Det har gått så långt att negerande meningar utan pas anses som ogrammatiska. Numera förekommer även meningar där ne helt utesluts som i exempelvis ”Il sait pas” (han vet inte). Utvecklingen av pas stämmer således in på de tre första kännetecknen ovan. 
I engelska är de tre hjälpverben will, shall och is going to, tydliga exempel på att en grammatikaliseringsprocess har ägt rum/håller på att äga rum. De två första stämmer överens med två av ovan nämnda kännetecken då de ofta bara uttalas ’ll, vilket tyder på fonetisk nötning och ökad bundenhet. Is going to har reducerats till is gonna och stämmer överens med samma kännetecken.
Markering av framtid (futurum) är ett annat vanligt fenomen som brukar genomgå en grammatikaliseringsprocess. Gemensamt för språk som genomgått en grammatikalisering av futurum, är att markeringen tenderar att ha sitt ursprung i verb med betydelsen ”vilja”, ”vara tvungen”, ”gå”, ”åka” och ”komma” (på svenska ”ska” och ”kommer att”). Verben används tillsammans med infinitiv som exempelvis i spanska, ”voy a hacer” (jag ska göra/jag kommer att göra) och franska, ”il va partir” (han ska åka/han kommer att åka). Den tidigare formen för futurum används dock fortfarande i båda språken (”haré” och ”il partira”). Viktigt att påpeka är att den franska formen ”il partira” har genomgått en grammatikaliseringsprocess i sig, då den har sitt ursprung från habere (ha) på latin som uttrycker tvång att göra något. Utifrån kännetecknen ovan kan för övrig konstateras att formen ”il partira” har kommit längre i grammatikaliseringsprocessen än vad den senare formen ”il va partir” har.

## Övriga språk
Exempel från övriga delar av världen vad gäller grammatikalisering av futurum inkluderar bland annat neyo (niger-kongo språk), där ordet för "imorgon", kεεlε, har genomgått fonetisk nötning och skalats ner till lε, som betecknar futurum.
Kroppsdelar har en tendens att grammatikaliseras till att beteckna spatiala relationer. I exempelvis dullay (afroasiatiskt språk) har ordet för "panna", míinté, vidgat sin betydelse och innefattar nu även ”framför”. Ett liknande exempel finns i ngbandi (niger-kongospråk) där ordet för ”lever”, bέ, har utökats till att även betyda (i) mitten.
I hmong (hmong-mienspråk), vietnamesiska (austroasiatiskt språk) och tai (tai-kadaispråk) har verbet ”att få” utvidgats till att även fungera som ett modalt verb och beteckna potential. Det används även för att markera preteritum.
För övrigt kan nämnas att de tre kategorierna av bundenhet som språk brukar delas in i; isolerande, agglutinerande och flekterande, alla kan ses motsvara olika stadier i en grammatikaliseringsprocess. Språk med agglutinerande och flekterande markeringar har nått olika långt i processen medan isolerande språk inte har genomgått en lika tydlig förändring.